# Arrondissement de Fimela
L'arrondissement de Fimela est l'un des arrondissements du Sénégal. Il est situé au sud-ouest du département de Fatick, dans la région de Fatick.
Il compte quatre communautés rurales :
- Communauté rurale de Djilasse
- Communauté rurale de Fimela
- Communauté rurale de Loul Sessène
- Communauté rurale de Palmarin Facao

Son chef-lieu est Fimela.